# Bürgermeisterei Kettwig
Die Bürgermeisterei Kettwig war eine Bürgermeisterei in den Landkreisen Essen bzw. Duisburg der preußischen Rheinprovinz. Seit 1857 war sie in eine Stadt- und eine Landbürgermeisterei geteilt; 1902 spaltete sich die  Bürgermeisterei Bredeney ab.

## Geschichte

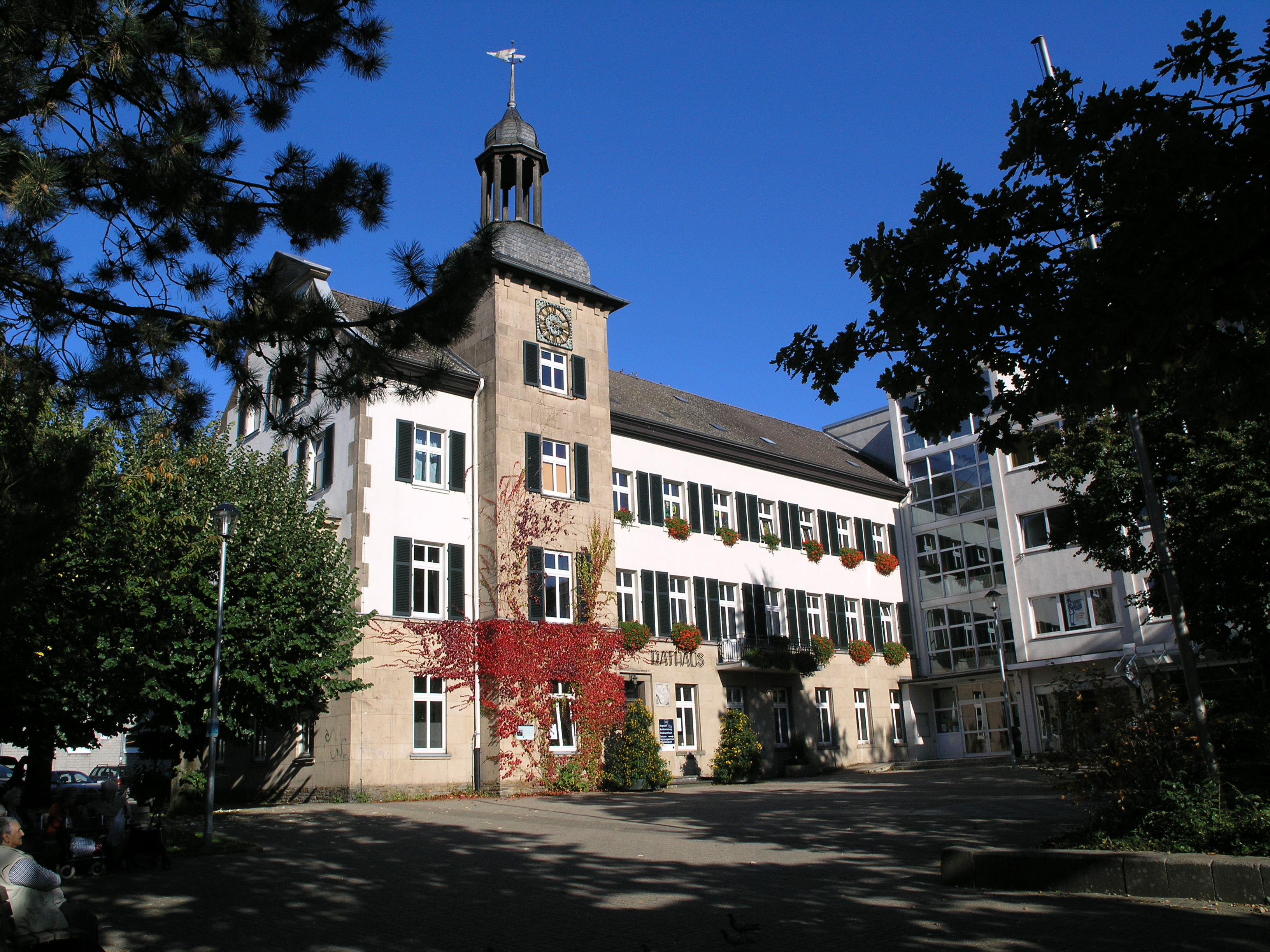
Rathaus Kettwig

Bei der im Jahr 1808 begonnenen Einführung von Verwaltungsstrukturen nach französischem Vorbild im Großherzogtum Berg wurde im Kanton Werden des Arrondissements Essen im Département Rhein auch die Mairie (Bürgermeisterei) Kettwig eingerichtet.  Nachdem das Rheinland 1814 an Preußen gefallen war, wurde aus der Mairie Kettwig die preußische Bürgermeisterei Kettwig, die 1816 zum neuen Kreis Essen kam, der 1823 im Kreis Duisburg aufging. Die Bürgermeisterei umfasste die Stadt Kettwig sowie die drei Landgemeinden Heisingen, Umstand, und Vierhonnschaften.
Die Stadt Kettwig erhielt am 25. Mai 1857 die Rheinische Städteordnung. Seitdem wurde zwischen der Stadtbürgermeisterei Kettwig und der Bürgermeisterei Kettwig-Land unterschieden, die die drei Landgemeinden verwaltete. Beiden Bürgermeistereien stand in Personalunion der Bürgermeister von Kettwig vor. Im gleichen Jahr wurde der Kreis Essen wieder aus dem Kreis Duisburg herausgelöst und neu eingerichtet. Als Rathaus diente seit 1874 die 1830 erbaute Tuchfabrik Weskott.
Der verstädterte Teil der Gemeinde Umstand wurde 1875 in die Stadt Kettwig eingemeindet. Aus dem Rest der Gemeinde Umstand und der aufgelösten Gemeinde Vierhonnschaften wurden die beiden neuen Gemeinden Zweihonnschaften (Schuir und Bredeney) und Dreihonnschaften (Ickten, Roßkothen und Umstand) gebildet. Am 1. Januar 1876 wechselte die Gemeinde Heisingen in die neue Bürgermeisterei Rellinghausen.

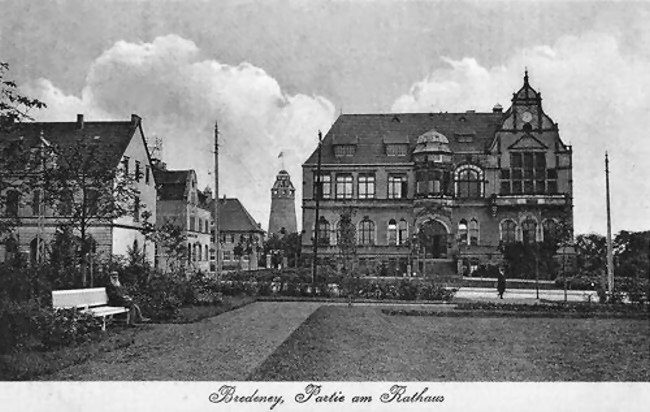
Rathaus Bredeney

Zum 1. September 1902 wurde die Gemeinde Zweihonnschaften aus der Bürgermeisterei Kettwig-Land herausgelöst und bildete eine eigene Bürgermeisterei, für die in Bredeney ein neues Rathaus errichtet wurde. Die Bürgermeisterei und die Gemeinde Zweihonnschaften wurden 1903 in Bredeney umbenannt. Am 1. April 1910 wurde die Gemeinde Haarzopf aus dem Kreis Mülheim an der Ruhr in die Bürgermeisterei Bredeney eingegliedert. Bredeney und Haarzopf wurden am 1. April 1915 in die Stadt Essen eingemeindet.
Am Ende des Jahres 1927 wurde die Bezeichnung aller rheinischen Landbürgermeistereien zu „Amt“ geändert. Die Landbürgermeisterei Kettwig hieß nun Amt Kettwig.
Durch das Gesetz über die kommunale Neugliederung des rheinisch-westfälischen Industriegebiets wurde der Landkreis Essen zum 1. August 1929 aufgelöst und die Stadt Kettwig in den neuen Kreis Düsseldorf-Mettmann eingegliedert. Im gleichen Zuge wurde die Gemeinde Dreihonnschaften in die Stadt Kettwig eingemeindet. Das Amt Kettwig erlosch damit.

## Einwohnerentwicklung
| Jahr | Bm. Kettwig | Bm. Kettwig | Bm. Kettwig | Quelle |
| ---- | ----------- | ----------- | ----------- | ------ |
| 1816 | 3.989       | 3.989       | 3.989       | [ 12 ] |
| 1828 | 4.952       | 4.952       | 4.952       | [ 13 ] |
|      | Stadt       | Land        | Land        |        |
| 1871 | 3.069       | 5.869       | 5.869       | [ 4 ]  |
| 1885 | 4.234       | 4.088       | 4.088       | [ 14 ] |
| 1895 | 6.016       | 5.499       | 5.499       | [ 15 ] |
|      | Stadt       | Land        | Bredeney    |        |
| 1905 | 6.097       | 844         | 6.959       | [ 16 ] |
| 1910 | 6.742       | 856         | 9.970       | [ 17 ] |
| 1915 |             |             | 10.618      | [ 18 ] |

## Bürgermeister
Kettwig
- 1808–182200Franz von dem Bottlenberg, gen. von Schirp
- 1823–184300Theodor Märcker
- 1843–184400Heinrich von Rosenthal
- 1844–185800Johann Wilhelm Kron
- 1859–187100Karl Zoernsch
- 1871–187700Emil Pahlke
- 1877–188400Karl Haverkamp
- 1885–190200Karl Eduard Göring
- 1902–190500Friedrich Bleek
- 1905–191000Alexander Bleymüller
- 1910–191400Wilhelm Thiemann
- 1917–193100Andreas Hopmann

Bredeney
- 1903–191000Georg Vorberg
- 1910–191500Walter Sachsse